# Cầu Sully
Cầu Sully (tiếng Pháp: Pont de Sully hay Pont Sully) là một cây cầu bắc qua sông Seine thuộc địa phận Paris, Pháp. Cây cầu này nối quận 4 với quận 5 theo trục từ đại lộ Henri IV qua đại lộ Saint-Germain. Cầu Sully bắt đầu từ kè Henri IV ở bờ phải, kéo dài đến kè Anjou và kè Béthune trên đảo Saint-Louis, kết thúc ở chỗ nối giữa kè Saint-Bernard và kè Tournelle ở bờ trái.
| Métro Paris | Bến tàu điện ngầm: Sully - Morland |

## Lịch sử
Vào thế kỷ 19 cầu Sully gồm 2 phần riêng biệt ngăn cách bởi đảo Saint-Louis, phần ở bờ phải được gọi là Cầu Damiette (Passerelle Damiette) còn phần ở bờ trái được gọi là Cầu Constantine (Passerelle de Constantine). Đây là hai cầu treo dành cho người đi bộ được Surville xây dựng. Cây cầu ở bờ phải được xây dựng trong thời gian Cách mạng Pháp 1848 còn cây cầu ở bờ trái có tuổi đời lâu hơn, được xây dựng từ năm 1636 đến năm 1638), cây cầu sau đã bị phá huỷ năm 1872 do hệ thống treo bị ăn mòn.
Cầu Sully hiện nay được bắt đầu xây dựng năm 1876, đây là một phần trong dự án quy hoạch lại Paris của Georges Eugène Haussmann, nó được khánh thành ngày 25 tháng 8 năm 1877. Cầu mới được đặt tên là Cầu Sully để vinh danh Maximilien I de Béthune, công tước Sully (1560-1641), một bộ trưởng của Henri IV. Đây là công trình của hai kỹ sư Paul Vaudrey và Gustave Brosselin. Trên đoạn chính dài 159 m của cầu Sully có 3 nhịp vòm bằng sắt dài lần lượt 46, 49 và 46 m. Đoạn phụ dài 82 m của cầu có một vòm trung tâm cũng bằng sắt dài 42 m. Độ rộng của cầu là 20 m (12 m đường và 8 m vỉa hè).
Với độ nghiêng 45 độ so với bờ, cầu Sully cho phép quan sát đảo Saint-Louis và Nhà thờ Đức Bà Paris với một góc rất đẹp.

## Hình ảnh

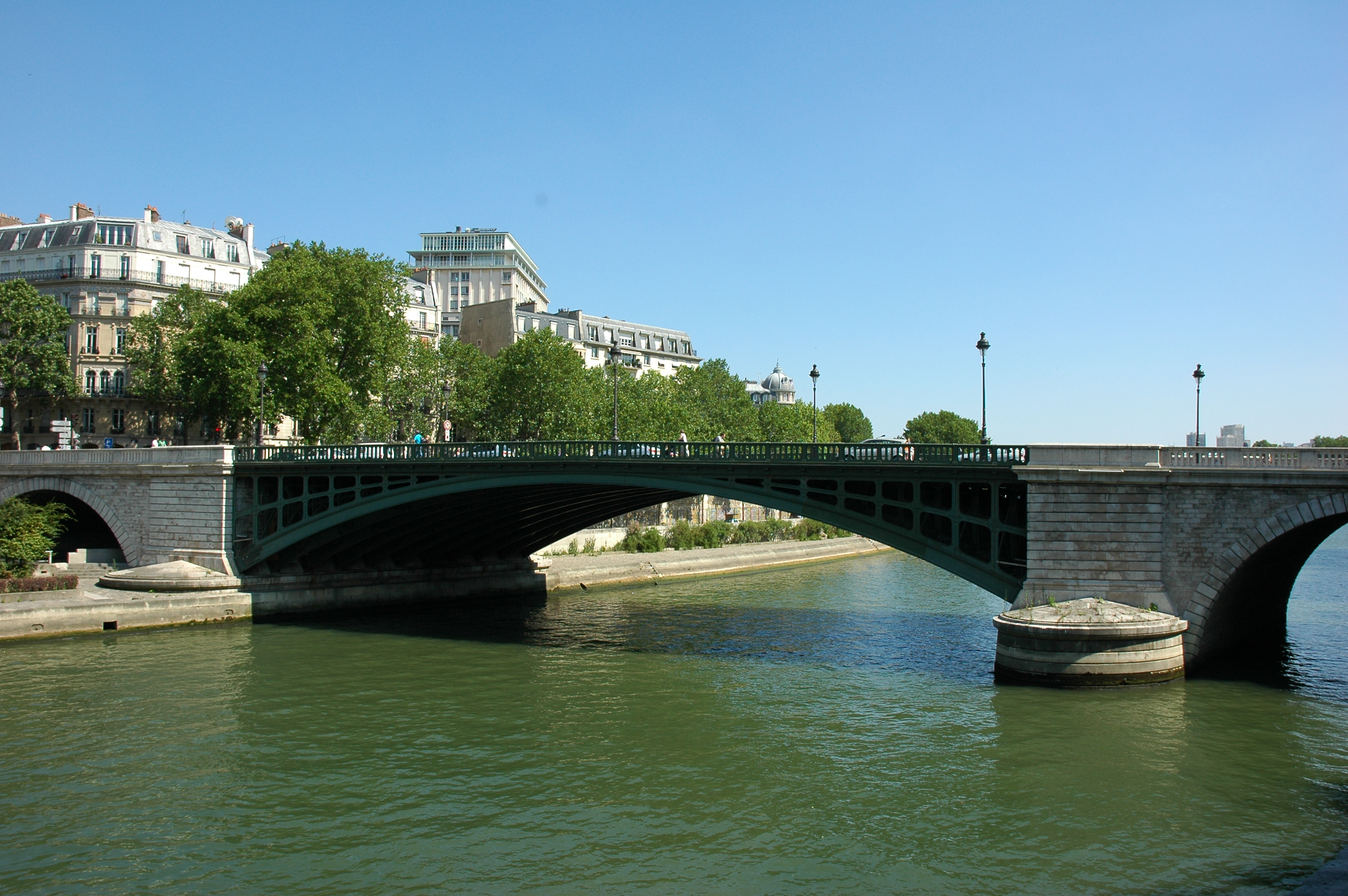
Cầu Sully buổi sáng